# Daytime-Emmy-Verleihung 2023
Die Daytime-Emmy-Verleihung 2023 fand am 15. Dezember 2023 statt und wurde von CBS live übertragen. Die Moderation übernahmen Kevin Frazier und Nischelle Turner von Entertainment Tonight.

## Hintergrund
Die Nominierungen wurden bereits am 26. April 2023 verkündet. Ursprünglich sollten die Awards am 16. Juni 2023 vergeben werden, doch auf Grund des Streiks der Writers Guild of America vom 2. Mai bis zum 27. September und dem Streik der SAG-AFTRA vom 14. Juli bis 9. November 2023 wurde die Veranstaltung immer weiter nach hinten verlegt, da man dessen Ende abwarten wollte. Nachdem der SAG-AFTRA-Streik beendet war, wurde am 10. November schließlich der 15. Dezember als Verleihungsdatum angegeben. Die Verleihung fand im Westin Bonaventure Hotel in Los Angeles, Kalifornien statt.
Die National Academy of Television Arts and Sciences (NATAS) und die Academy of Television Arts & Sciences (ATAS) gaben im Dezember 2021 in einer gemeinsamen Erklärung bekannt, dass man auf Grund der sich durch das Streaming ändernden Sehgewohnheiten gemeinsam entscheiden müsse, welche Serien und Shows nun unter die Daytime Emmy Awards oder die Primetime Emmy Awards fallen sollen. Nachdem es bereits bei der Daytime-Emmy-Verleihung 2022 einige Änderungen gab, fanden 2023 erneut Anpassungen statt:
- Alle Gameshows sind ab 2022 Teil der Primetime-Emmys[5]
- Die Altersgrenze für die Kategorie „Outstanding Younger Performer in a Drama Series“ von 21 auf 18 Jahre herabgesetzt.
- Die Unterscheidung von Talkshows in Info- und Entertainment wurde aufgehoben.

## Programmkategorien
Die Nominierungen wurden am 4. Mai 2022 bekannt gegeben.
| Dramaserie (Outstanding Drama Series) | Entertainment-Talkshow (Outstanding Talk Show-Entertainment) |
| --- | --- |
| - General Hospital (ABC) - The Bay (Popstar! TV) - Reich und Schön (CBS) - Zeit der Sehnsucht (NBC) - Schatten der Leidenschaft (CBS)                                                  | - The Kelly Clarkson Show (Syndikation) - The Drew Barrymore Show (Syndikation) - The Jennifer Hudson Show (Syndikation) - Live with Kelly and Ryan (Syndikation) - Today with Hoda & Jenna (NBC) |
| Gerichtssendung (Outstanding Legal/Courtroom Program) | Entertainment News (Outstanding Entertainment News Program) |
| - The People’s Court (Syndikation) - Caught in Providence (Syndikation) - Hot Bench (Syndikation) - Judge Steve Harvey (ABC) - Judy Justice (IMDbTV)                                   | - Entertainment Tonight (Syndikation) - Access Hollywood (Syndication) - E! News (E! Entertainment Television) - Extra (Syndikation) - Inside Edition (Syndication)                               |
| Kochshow (Outstanding Culinary Series) | |
| - José Andrés and Family in Spain (discovery+) - Family Dinner (Magnolia Network) - Martha Cooks (Roku) - Roadfood: Discovering America One Dish at a Time (GBH) - Selena + Chef (Max) | |

## Schauspiel
| Hauptdarsteller in einer Dramaserie (Outstanding Lead Performance in a Drama Series) | Hauptdarsteller in einer Dramaserie (Outstanding Lead Performance in a Drama Series) |
| Hauptdarsteller | Hauptdarstellerin |
| --- | --- |
| - Thorsten Kaye als Ridge Forrester in Reich und Schön - Maurice Benard als Sonny Corinthos in General Hospital - Peter Bergman als Jack Abott in Schatten der Leidenschaft - Billy Flynn als Chad DiMera in Zeit der Sehnsucht - Jason Thompson als Billy Abbott in Schatten der Leidenschaft                                                                | - Jacqueline MacInnes Wood as Steffy Forrester on Reich und Schön - Sharon Case als Sharon Newman in Schatten der Leidenschaft - Melissa Claire Egan als Chelsea Lawson in Schatten der Leidenschaft - Finola Hughes als Anna Devane in General Hospital - Michelle Stafford als Phyllis Summers in Schatten der Leidenschaft |
| Nebendarsteller (Outstanding Supporting Performance in a Drama Series) | |
| Nebendarsteller | Nebendarstellerin |
| - Robert Gossett als Marshall Ashford in General Hospital - Nicholas Chavez als Spencer Cassadine in General Hospital (ABC) - Chad Duell als Michael Corinthos in General Hospital - Daniel Feuerriegel as EJ DiMera in Zeit der Sehnsucht - Jon Lindstrom als Dr. Kevin Collins/Ryan Chamberlain in General Hospital                                         | - Sonya Eddy als Epiphany Johnson in General Hospital (wurde posthum vergeben) - Krista Allen als Dr. Taylor Hayes in Reich und Schön - Stacy Haiduk als Kristen DiMera in Zeit der Sehnsucht - Brook Kerr als Dr. Portia Robinson in General Hospital (ABC) - Kelly Thiebaud als Dr. Britt Westbourne in General Hospital    |
| Kinderschauspieler (Outstanding Performance by a Younger Artist in a Drama Series) | Gastschauspieler (Outstanding Guest Performer in a Drama Series) |
| - Eden McCoy als Josslyn Jacks in General Hospital - Cary Christopher als Thomas DiMera on Zeit der Sehnsucht - Henry Joseph Samiri als Douglas Forrester in Reich und Schön Ursprünglich nominiert war Victoria Grace (Wendy Shin, Zeit der Sehnsucht). Sie war jedoch zum Nominierungszeitpunkt nach der neuesten Regelung mit 22 Jahren vier Jahre zu alt. | - Alley Mills als Heather Webber in General Hospital - Steve Burton als Harris Michaels in Beyond Salem: Chapter Two - Cassandra Creech als Dr. Grace Buckingham in Reich und Schön - Robert Newman als Ashland Locke in Schatten der Leidenschaft - Kevin Spirtas als Dr. Craig Wesley in Zeit der Sehnsucht                 |

## Moderation
| Talkshow-Moderator (Outstanding Daytime Talk Series Host) | Fernsehkoch (Outstanding Culinary Show Host) |
| --- | --- |
| - Kelly Clarkson – The Kelly Clarkson Show (Syndikation) - Drew Barrymore – The Drew Barrymore Show (Syndikation) - Tamron Hall – Tamron Hall (Syndikation) - Kelly Ripa and Ryan Seacrest – Live with Kelly and Ryan (Syndikation) - Sherri Shepherd – Sherri (Syndikation) | - Justin Sutherland – Taste the Culture (tbs / TNT / truTV) - Kardea Brown – Delicious Miss Brown (Food Network) - Ina Garten – Be My Guest with Ina Garten: Seasons 1-2 (Food Network) - Guy Fieri – Guy's Ranch Kitchen (Food Network) - Emeril Lagasse – Emeril Cooks (Roku) - Andrew Zimmern – Family Dinner (Magnolia Network) |

## Produktion
| Drehbuch (Outstanding Writing Team)                                                                                               | Regie für eine Dramaserie (Outstanding Drama Series Directing Team)                                                               |
| --- | --- |
| - General Hospital - The Bay - Days of Our Lives: Beyond Salem - Reich und Schön - Schatten der Leidenschaft - Zeit der Sehnsucht | - Schatten der Leidenschaft - The Bay - Days of Our Lives: Beyond Salem - General Hospital - Reich und Schön - Zeit der Sehnsucht |